# Corydoras robineae
Corydoras robineae és una espècie de peix de la família dels cal·líctids i de l'ordre dels siluriformes.

## Morfologia
Els mascles poden assolir els 4,4 cm de longitud total.

## Distribució geogràfica
Es troba a Sud-amèrica:  riu Negro.